# Ентерична нервова система

Ентерична (ентеральна) нервова система вбудована в слизову оболонку шлунково-кишкового тракту.

Ентерична (ентеральна) нервова система (ЕНС) або внутрішня нервова система — один з основних відділів нервової системи і складається з сіткоподібної системи нейронів, яка регулює функцію шлунково-кишкового тракту. Нині в багатьох наукових публікаціях її відокремлюють від вегетативної нервової системи, позаяк вона має свою незалежну рефлекторну діяльність. ЕНС ще називають "другим мозком".
Ентерична нервова система розвивається з клітин нервового гребеня.

## Структура
Ентеральна нервова система у людини складається з близько 500 мільйонів нейронів (у тому числі різних видів клітин Догеля — мультиполярних нейронів), що складає одну двохсоту від кількості нейронів у головному мозку людини, у п'ять разів більше ніж у людському спинному мозку (в ньому близько ста мільйонів нейронів), і близько 2/3 кількості клітин у всій нервовій системі, наприклад, кота. Ентеральна нервова система вбудована в слизову оболонку шлунково-кишкового тракту, починаючи з стравоходу і розширення вниз до анусу.

Шлунково-кишковий тракт людини

Нейрони ЕНС збираються у двох видах гангліїв: Ауербахове сплетіння (лат. plexus myentericus) і підслизове (Мейснерове) сплетіння (лат. plexus submucosus). Ауербахові сплетіння знаходяться між внутрішнім і зовнішнім шарами гладеньких м'язів шлунково-кишкового тракту, в той час як підслизові (Мейснерові) сплетіння розташовуються в його підслизовому шарі (лат. tunica submucosa).

## Функція
ЕНС здатна до автономних функцій, таких як координація рефлексів; хоча вона отримує чималу іннервацію з вегетативної нервової системи, може працювати незалежно від головного і спинного мозку.
Функції ЕНС можуть бути пошкоджені в результаті ішемії. Трансплантації, раніше описані як теоретично можливі, стали реальністю й звичною практикою в США з 2011 року і регулярно проводяться в деяких лікарнях.

### Взаємодія з іншими відділами нервової системи
Ентеральна нервова система була описана як "другий мозок" з кількох причин. ЕНС може працювати автономно. Вона зазвичай комунікує з центральною нервовою системою (ЦНС) через парасимпатичну (наприклад, за допомогою блукаючого нерва) і симпатичну (наприклад, через превертебральні ганглії — симпатичні ганглії, які знаходяться між паравертебральними гангліями й органами-мішенями.) нервових систем. Однак, дослідження  хребетних показують, що при перетинанні блукаючого нерва в експерименті, ентеральна нервова система продовжує функціонувати.
У хребетних, ентеральна нервова система включає в себе еферентні нейрони, аферентні нейрони й інтернейрони, які роблять її здатною здійснювати автономну рефлекторну діяльність і виступати як інтегруючий центру за відсутності імпульсації з ЦНС. Сенсорні (чутливі) нейрони доповідають про механічні й хімічні умови та їхні зміни. Через кишкові м'язи мотонейрони керують перистальтикою й спінюванням вмісту кишечника. Інші нейрони контролюють секрецію ферментів. Ентеральна нервова система також використовує більше 30 медіаторів, більшість з яких ідентичні з аналогічними в ЦНС. А саме, ацетилхолін, дофамін і серотонін. Більше 90% серотоніну організму знаходиться в кишечнику.
Ентеральна нервова система має можливість змінювати свої реакції в залежності від таких факторів, як обсяг і склад поживних речовин. Крім того, ЕПК містить підтримуючі клітини, які схожі на астроглію мозку і дифузійний бар'єр навколо капілярів прилеглих гангліїв, який схожий на гематоенцефалічний бар'єр церебральних судин.

## Додаткові зображення

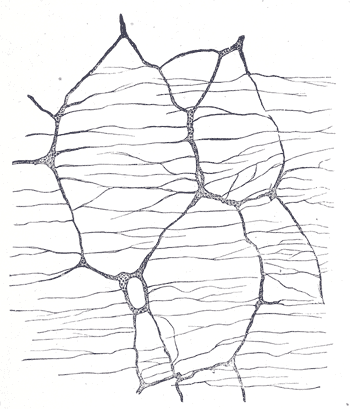
Ауербахове сплетіння (лат. plexus myentericus)  кролика. Х 50.
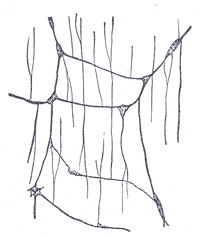
Підслизовове (Мейснерове) сплетіння (лат. plexus submucosus) кролика. Х 50.